# Myiornis
A Myiornis vagy törpetirannusz a madarak (Aves) osztályának verébalakúak (Passeriformes) rendjébe és a királygébicsfélék (Tyrannidae) családjába tartozó nem.

## Rendszerezés
A nembe az alábbi 4 faj tartozik:
- Myiornis albiventris
- Myiornis atricapillus
- Myiornis auricularis
- rövidfarkú törpetirannusz (Myiornis ecaudatus)